# Міщенко Сергій Олександрович
Міщенко Сергій Олександрович (нар. 21 травня, 1956, Мізоч, Українська РСР) — український бізнесмен та спортивний функціонер, колишній президент Національної федерації фехтування України. Лауреат індивідуальної нагороди Асоціації спортивних журналістів України «Меценат спорту» (2017).

## Життєпис
Народився 21 травня 1956 року у Мізочі.
В 1978 році закінчив з відзнакою факультет міжнародних економічних відносин Київського національного університету імені Тараса Шевченка.
У 1978—1980 роках працював перекладачем в апараті радника Посольства СРСР у Народно-Демократичній Республіці Ємен.
З 1980 по 1982 рік— економіст в Інституті соціально-економічних проблем закордонних країн Національної академії наук України. Після закінчення аспірантури Інституту економіки НАНУ — молодший науковий співробітник ради з вивчення продуктивних сил УРСР (1985—1986).
У 1987 році захистив кандидатську дисертацію на тему: «Статистика світової торгівлі сільськогосподарською і продовольчою продукцією».
Протягом 1986—1990 років обіймав посади наукового, старшого наукового співробітника Центру досліджень науково-технічного потенціалу НАНУ.
Заступник директора (1990—1991) кооперативного підприємства «Бізнекс» — Центр аналізу ділової активності та досліджень ринку. Основний напрямок роботи підприємства— перепідготовка кадрів в галузі зовнішньоекономічної діяльності.
У 1991 році очолив філію СП «Ілта Трейд Файненс», пізніше реорганізовану в ТОВ «ІЛТА». Підприємство стало осередком розвитку різноманітних напрямків бізнесу групи «ІЛТА». Сьогодні ТОВ «ІЛТА» є офіційним дилером «Peugeot», «Citroën», DS та з 2023 року автомобілів марки Jeep в Україні. 24 % всіх автомобілів Peugeot в Україні продано в центрах «Ілти».  У 2021 році компанія ІЛТА здійснила поставку 50 автомобілів Citroën C-Elysée за замовленням Міністерства юстиції України.
З 1998 року по 2009 рік — заступник голови спостережної ради ВАТ Чернігівавтодеталь.
З 2002 року до моменту ліквідації — голова спостережної ради інвестиційної компанії «ІТТ Інвест», яку очолювала Оксана Маркарова. До групи «ІТТ» входили: компанія з управління активами «ІТТ-менеджмент, інвестфонди «Титаніум-інвест», «Транс-Інвест», «ІТТ-Капітал», «Манускрипт»; готель «Голосіївський», бізнес-центр «Нивки» тощо. «ITT Real Estate Fund» мав 60 000 м2 в управлінні та 250 000 м2 в розробці до моменту ліквідації компанії у 2020 році.
Акціонери групи  «ІТТ» у 2009 році заснували Акордбанк. З 2009 року Міщенко — член Спостережної Ради «Акордбанку».

## Спорт
Президент (1993—2012), Перший віце-президент (з 2012) Національної федерації фехтування України. Власник фехтувального клубу «БОГУН».
Президент федерації футболу міста Знам'янка. Почесний член Національного олімпійського комітету України.
Заступник голови організаційного комітету з підготовки та проведення в м. Києві чемпіонату Європи з фехтування 2008.

## Громадська робота
У 2010 році заснував Всеукраїнську асоціацію автомобільних імпортерів і дилерів (ВААІД), член Ради Директорів (до 2020) Української Асоціації Лізингодавців, член Ради конкурентоспроможності України. Віцепрезидент МГО «Рівненське земляцтво».
З 2023 року — заступник голови Ради роботодавців гуманітарно-педагогічного факультету Національного університету біоресурсів і природокористування України.

## Рекорд України
Сергій Міщенко був організатором виставка «Легенди клинка», де були представлені 2,305 фехтувальних артефактів. Експерти Національного реєстру рекордів України визнали її найбільшою в країні.

На презентації виставки Міщенко зазначив: 
«Ми радо відгукнулися на пропозицію Георгія Погосова представити його унікальну колекцію в Україні. Ми, як федерація, вважаємо, що спорт, це не лише сучасні успіхи та майбутні нагороди, це наші ветерани, це музеї й такі виставки, як ви бачите сьогодні. Україна повинна знати свою славетну спортивну історію – це політика нашої федерації».

## Родина
Батько — Міщенко Олександр Йосипович (1925 р.н.) — працював директором Мізоцької школи-інтернату.
Мати — Баранюк Ганна Петрівна (1927 р.н.), працювала завучем Мізоцької середньої школи.

## Нагороди
1. Кавалер ордену «За заслуги» III, II ступеня (2004, 2012 років) — «за видатні досягнення в економічній, науковій, соціально-культурній, військовій, державній, громадській та інших сферах суспільної діяльності на благо України».[18]
2. Кавалер ордену Данила Галицького (2008) — «за досягнення високих спортивних результатів на Літніх Олімпійських іграх 2008».
3. Почесний член Національного олімпійського комітету України.
4. Герої спортивного року: Діячі спорту (2010).[19]
5. Герої спортивного року: нагороджений «За відданість спорту» (2009).[20][21]
6. Герої спортивного року: номінація «Найкращій спортивний організатор року» (2008).[19]
7. Лауреат індивідуальної нагороди Асоціації спортивних журналістів України «Меценат спорту» (2017).[1]